# Hans Weber (Unternehmer, 1936)
Hans Weber (* 28. September 1936 in Pangalan-Brandan auf Sumatra) ist ein deutscher Unternehmer und Gründer des badischen Fertighaus-Unternehmens WeberHaus.

## Leben
Hans Weber wuchs in Indonesien auf, wo sein Vater als Bauingenieur für ein holländisches Unternehmen arbeitete. Der Vater wurde mit Ausbruch des Zweiten Weltkriegs von den Holländern interniert und gilt als vermisst. 1942 wurde die Familie von japanischen Streitkräften nach Japan gebracht. Erst 1947 konnte die Familie nach Linx, dem Heimatort der Eltern, reisen. Dort besuchte Hans Weber die Schule und erlernte im Nachbarort das Zimmererhandwerk.
Nachdem er mit 22 Jahren die Meisterprüfung abgelegt hatte, gründete Weber 1960 mit einem Startkapital von 800 DM in Linx ein eigenes Unternehmen, indem er einen Zwei-Mann-Zimmereibetrieb übernahm, der sich auf die Herstellung von Wohnhäusern in Holzrahmenbauweise spezialisiert hatte. 1961 baute er die ersten drei vorgefertigten Häuser. In den folgenden Jahren entwickelte er die Firma zu einem europaweit tätigen Unternehmen. Seit Gründung wurden, nach Unternehmensangaben (Stand: 2017), 35.000 Häuser gebaut.
Im Jahr 2000 eröffnete Weber in Linx mit der „World of Living“ den ersten europäischen Infotainmentpark rund ums Eigenheim.

## Ehrenämter
- 1959–1997: 1. Vorsitzender des Sportvereins SV Linx
- 1986–2004: Präsident des Bundesverbands deutscher Fertigbau
- seit 1996: Kuratoriumsmitglied im Förderverein krebskranker Kinder e. V. in Freiburg
- seit 1992: Präsident des SV Linx

## Auszeichnungen
- 1997: Verdienstkreuz 1. Klasse der Bundesrepublik Deutschland
- 2000: Goldener Meisterbrief
- 2006: Wirtschaftsmedaille des Landes Baden-Württemberg für herausragende Dienste um das Land
- 2011: Ehrenbürger der Stadt Rheinau